# OKS
|  | Це незавершена стаття про музиканта або музикантку. Ви можете допомогти проєкту, виправивши або дописавши її. |

Віталій Ігорович Окс, більш відомий як OKS (нар. 4 травня 2003, Львів) — український поп-виконавець, автор пісень. Суперфіналіст 10 сезону шоу «Голос країни».

## Життєпис
Віталій Окс народився у Львові 2003 року.
З дитинства артист відвідував багато[скільки?] секцій, саме так він і познайомився з музикою.
2009 року вступив до Ліцею № 28 у Львові, де провчився дев'ять класів, записав гімн ліцею й отримав неповну середню освіту.
2014 року вступив до музичної школи № 2 ім. Миколи Колесси, закінчивши її з червоним дипломом 2020 року.
2018 року співак вступає до Львівського медичного фахового коледжу «Монада» за спеціальністю «зубний технік», закінчивши його 2021 року з червоним дипломом бакалавра.
2021 року вступає до Львівського медичного інституту за спеціальністю «Стоматологія».
У 2023 році вступив до Київського національного університету культури і мистецтв на спеціальність Режисура естради та шоу у Києві.

### Благодійність
2022 року під час повномасштабного вторгнення Росії в Україну артист OKS почав активно займатися волонтерством на вокзалах, допомагаючи біженцям і розвантажуючи гуманітарну допомогу. 
З червня 2022 року став волонтером у благодійному фонді «Rada TD».

## Музична кар'єра
Вперше заявив про себе у 16 років на популярному шоу «Голос Країни». На сліпих прослуховуваннях зміг розвернути крісла трьох тренерів, й обрав команду Тіни Кароль. OKS став суперфіналістом 10-го сезону та потрапив у добірки найкращих виступів із піснею Біллі Айліш «Lovely». Запису виступу в YouTube набрав майже 1 млн переглядів за один день випуску (станом на 17.09.2023 р —  5,6 млн).
Після участі у шоу Віталій Окс продовжив свою кар'єру та почав писати власний матеріал.
2022 року артист презентував свою першу авторську роботу під назвою «Я хочу до Львова» спільно з лейблом «Monoton».
24 червня 2022 року OKS презентує спільну роботу з виконавцями Chekson і Blons під назвою «Бунтарі». Влітку того ж року співак презентує трек «Спостерігав», у кліпі якого знімалась відома актриса Дар‘я Петрожицька.
23 вересня 2022 року артист презентує пісню «Попри відчай і втому». Цю пісню співак присвячує бійцям, героям «Азовсталі», частина з яких повернулися в Україну.
28 жовтня 2022 року у медіатеці виконавця знову поповнення. Артист презентував однойменну композицію «Обман» на підтримку соціального проєкту проти засмічення України та підтримки екології.
3 лютого 2022 року автор і виконавець OKS презентує нову чуттєву композицію «Залишись».
4 березня 2022 року OKS, спільно з польським виконавцем Gverilla, презентує пісню «Облиш» (пол. Zostaw). Співпраця під час війни — об'єднання українського та польського артистів, щоб нагадати Європі про важкі часи для українського народу.
Влітку 2023 року випускає пісню «Змінимо»
У вересні 2023 року Віталій Окс презентує переклад «Ніченька» Тіни Кароль. Як відомо, після початку повномасштабної війни в Україні Кароль відмовилася від виконання своїх російськомовних хітів. Тепер же трек переклали українською. Того ж дня він випускає кліп на цю пісню який, починає одразу набирати велику кількість переглядів у YouTube. Кліп за три дні потрапив на 12 сходинку YouTube Music України та на 12 сходинку Shazam Україна та набрав понад 50 000 переглядів.
23 листопада 2023 року презентує свою нову пісню "Але"

## Відзнаки
- Фіналіст телевізійного фестивалю "Українська пісня" у 2023 році[12].

## Цікаві факти
- У 2023 році Тіна Кароль подарувала суперхіт «Ноченька» молодому артисту OKS, який презентував її українською на концерті артистки у Дніпрі[13].

## Дискографія

### Альбоми
- «Тенета» (2023)

### Сингли
- «Я хочу до Львова» (2022)
- «Бунтарі» (2022)
- «Спостерігав» (2022)
- «Попри відчай й втому» (2022)
- «Обман» (2022)
- «Залишись» (2022)
- «Граблі» (2023)
- «Змінимо» (2023)
- «Ніченька» (2023)

### Співпраці
- «Бунтарі» — з виконавцями CHEKSON і BLONS (2022)
- «Облиш» — з польським виконавцем Gverilla (2022)